# Пляц Вильсона (станция метро)
«Пляц Вильсона» (пол. Plac Wilsona) (A18) — станция линии М1 Варшавского метрополитена. Расположена в Жолибоже недалеко от улицы Словацкого и северной части площади Вильсона, по соседству с  улицами Мицкевича и Красиньского.
Открыта 8 апреля 2005 года в составе участка «Двожец Гданьски» — «Пляц Вильсона».

## Название станции
16 декабря 1983 года решением столичных властей было утверждено проектное название станции Площадь Парижской Коммуны (пол. plac Komuny Paryskiej) в соответствии с названием площади, где должна была быть построена станция. В 1990 году площади было возвращено название, которое она носила с 1926 по 1953 годы — площадь им. Т. В. Вильсона (пол. plac. im. T.W. Wilsona), при этом формально изменение названия станции проведено не было. В 2005 году станция была открыта под названием Площадь Вильсона (пол. Plac Wilsona). В 2012 году название площади было скорректировано на площадь Томаса Вудро Вильсона (пол. plac Thomasa Woodrowa Wilsona), в сентябре 2013 года формальное название станции метро было приведено в соответствие с фактическим.
По мнению Совета польского языка, старое название площади (и, соответственно, станции метро) «Пляц Ви́льсона» (с ударением на и) получило «классическое» польское произношение с ударением на предпоследний слог после возвращения названия в 1990 году. Те, кто произносят название как «Пляц Вильсо́на» (с ударением на о), просто не знают традиции, согласно которой площадь следует называть как «Пляц Ви́льсона». Диктор Ксаверий Ясеньский, голос которого записан в автоинформаторе в поездах, ставит ударение на предпоследний слог.

## Описание станции
Пляц Вильсона — колонная двухпролётная станция мелкого заложения, турникетные залы расположены на втором этаже. Платформа — островная, шириной 11 м и длиной 120 м, расположена в кривой. На станции по обе стороны платформы расположены лестницы и по одному эскалатору, работающему на подъём. Станция выдержана в серых и серебристых тонах. Пол отделан серым гранитом, возле лестниц выложен в виде абстрактной мозаики. Путевые стены отделаны искусственно заржавленной сталью. Потолок в северной части отделан волнистыми металлическими плитами. На станции действуют торговые точки, банкоматы, туалеты, а также дефибриллятор.

### Купол
Над южной лестницей расположен эллиптический купол. Он предназначен для поглощения шума от поездов, а также является элементом освещения станции — на купол направлен свет прожекторов, также под ним размещены светильники, подвешенные на консолях. В зависимости от времени суток купол горит красным, фиолетовым, синим или зелёным цветом.

### Выходы
Турникетные залы станции расположены в двух подземных переходах через улицу Словацкого, каждый из которых имеет по три выхода: на две стороны улицы и к остановкам трамвая. Каждый выход оснащён лифтом. С южной стороны имеются два крытых наземных павильона, символизирующих плакучие ивы. На остекление павильонов нанесены надписи «Plac Wilsona». В обоих павильонах установлено по одному эскалатору на подъём и лифту.

## Челночный поезд
После открытия следующей станции «Марымонт», в связи с отсутствием на ней оборотных тупиков, было организовано челночное движение. Поезд-челнок курсировал с интервалом 9-12 минут до вновь открытой станции. На станции «Площадь Вильсона» поезд останавливался на том же пути, что и поезда в направлении станции «Кабаты». Все остальные поезда курсировали от станции «Кабаты» только до «Площади Вильсона». Станция «Марымонт» временно была конечной до открытия станции «Слодовец». В настоящее время челночное движение отменено и поезда следуют через станцию «Марымонт» до конечной станции «Млоцины» напрямую.

## Технические характеристики станции
- Площадь станции — 4 758,70 м².
- Кубатура (подземная) — 44 389 м ³.
- Кубатура (надземная) — 1 485 м ³.
- Длина станции — 150 м.
- Ширина — 21 м.

## Подрядчики
- Главный проектировщик станции — архитектурная фирма AMC - Andrzej M. Choldzynski Sp. o.o.
- Технический проектировщик станции — Metroprojekt Sp. z o.o.
- Исполнитель работ — компания Hydrobudowa-6.

## Награды и призы
- 7 апреля 2008 на конференции "Metrorail" станция Пляц Вильсона была признана самой красивой станцией метро в мире, созданной за последние годы[8]
- В феврале 2014 станция Пляц Вильсона был признана одной из 12 самых впечатляющих станций метро в Европе в рейтинге CNN[9].

Вблизи станции расположены:
Парк им. Стефана Жеромского
Кинотеатр «Висла»